# Portada/article agost 24

## Peter Paul Rubens
Peter Paul Rubens (Siegen, Westfàlia, 28 de juny del 1577 – Anvers, 30 de maig del 1640), va ser un diplomàtic, i el pintor barroc més popular de l'escola flamenca. El seu estil exuberant emfasitzava moviment, color, i sensualitat. Va tractar tota classe de temes pictòrics, de religió, d'història, de mitologia clàssica, escenes de caça, retrats, així com il·lustracions per a llibres i dissenys per a tapisseries. Va ser molt prolífic en la producció d'obres; es calcula que va arribar a pintar uns 3.000 quadres gràcies, en part, als membres del seu taller que, pel que sembla, treballaven en cadena. Van ser deixebles seus Jacob Jordaens i van Dyck. Dominava diverses llengües i va ser un gran humanista i un bon diplomàtic.